# Anthocoris pilosus
Anthocoris pilosus är en insektsart som först beskrevs av Jakovlev 1877.  Anthocoris pilosus ingår i släktet Anthocoris, och familjen näbbskinnbaggar. Arten är reproducerande i Sverige.